# Atopognathus complens
Atopognathus complens är en tvåvingeart som först beskrevs av Walker 1859.  Atopognathus complens ingår i släktet Atopognathus och familjen bredmunsflugor. Inga underarter finns listade i Catalogue of Life.